# Monticello (Géorgie)
Pour les articles homonymes, voir Monticello.
La ville américaine de Monticello est le siège du comté de Jasper, dans l’État de Géorgie.

## Démographie
| 1880 | 1890 | 1900  | 1910  | 1920  | 1930  |
| ---- | ---- | ----- | ----- | ----- | ----- |
| 511  | 849  | 1 106 | 1 508 | 1 823 | 1 593 |

| 1940  | 1950  | 1960  | 1970  | 1980  | 1990  |
| ----- | ----- | ----- | ----- | ----- | ----- |
| 1 746 | 1 918 | 1 931 | 2 132 | 2 382 | 2 289 |

| 2000  | 2010  | - | - | - | - |
| ----- | ----- | - | - | - | - |
| 2 428 | 2 657 | - | - | - | - |

Lors du recensement de 2000, sa population s’élevait à 2 428 habitants.

## Source
- (en) Cet article est partiellement ou en totalité issu de l’article de Wikipédia en anglais intitulé « Monticello, Georgia » (voir la liste des auteurs).